# Liste der Eisenbahnstrecken der Königlich Sächsischen Staatseisenbahnen

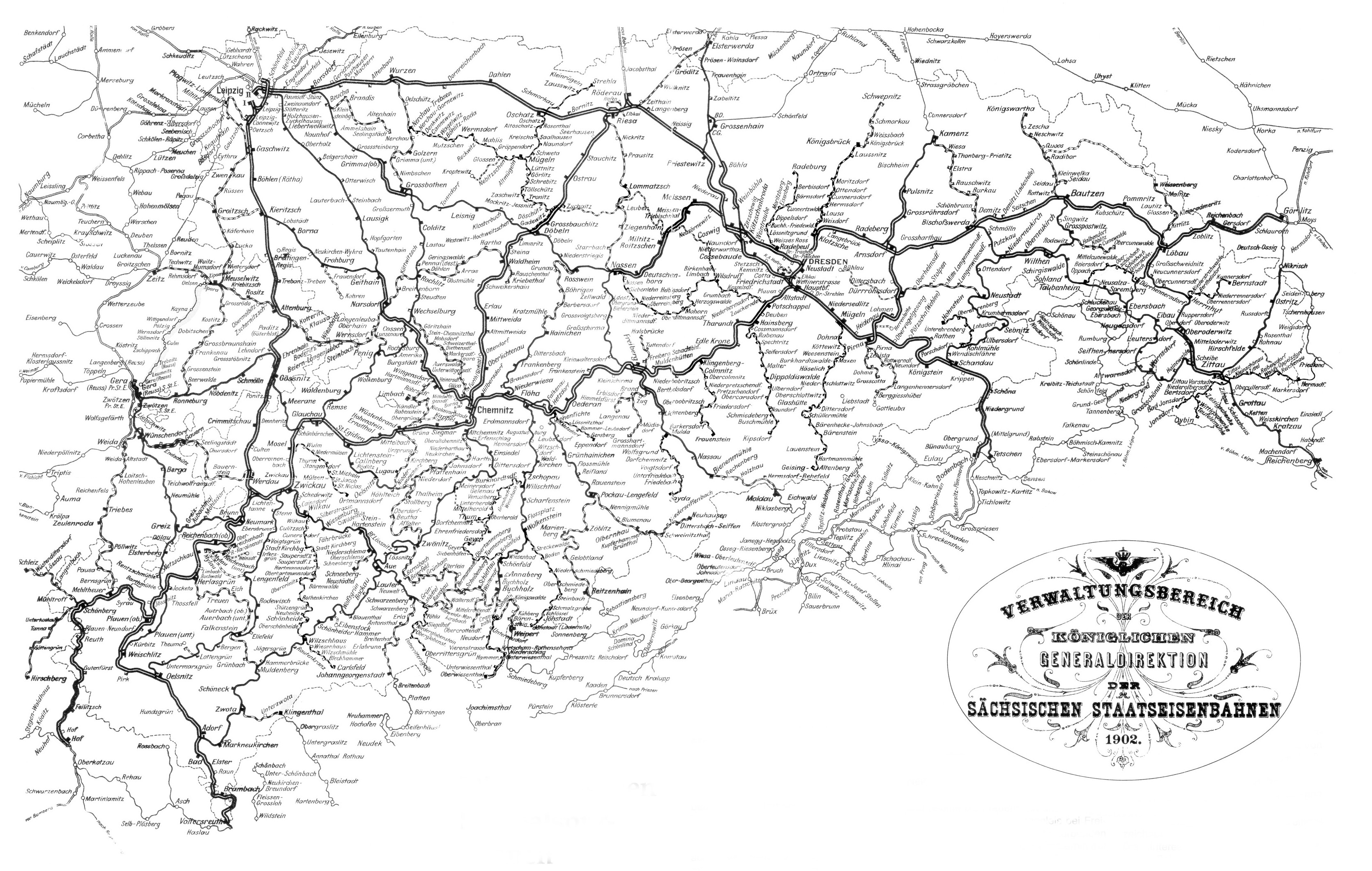
Streckennetz der Königlich Sächsischen Staatseisenbahnen (1902)

Die Liste der Eisenbahnstrecken der Königlich Sächsischen Staatseisenbahnen führt alle Eisenbahnen auf, die zum Zeitpunkt der Übernahme durch die Deutsche Reichsbahn unter der Verwaltung der Königlich Sächsischen Staatseisenbahnen standen. Aufgeführt sind die Strecken unter den 1919 gültigen Bahnhofs- und Ortsnamen.

## Legende
Die in der Tabelle verwendeten Spalten listen die im Folgenden erläuterten Informationen auf:
- Linie: Sächsische Linienbezeichnung mit dem Stand des Jahres 1919
- von-nach: Name der Strecke, gegebenenfalls eigenständige Bezeichnung
- Länge: Betriebslänge in Kilometer
- Eröffnungsdaten: Aufgeführt sind die offiziellen Eröffnungsdaten, an denen der öffentliche Verkehr begann.
- Anmerkungen: Sonstige Anmerkungen zu den Strecken, Auflistung früherer Eigentümer
- Grau unterlegte Strecken sind Hauptbahnen

## Normalspurige Strecken
| Linie | von–nach                                               | Länge  | Eröffnungsdaten | Anmerkungen |
| ----- | ------------------------------------------------------ | ------ | --- | --- |
| AF    | Annaberg–Flöha                                         | 43,6   | Annaberg–Flöha (–Chemnitz): 1. Februar 1866 | – |
| AL    | Altenburg–Langenleuba-Oberhain                         | 21,50  | Abzw Kotteritz–Langenleuba-Oberhain: 15. Juni 1901 | – |
| BC    | Borsdorf–Coswig                                        | 103,1  | Borsdorf–Grimma: 14. Mai 1866 Grimma–Leisnig: 27. Oktober 1867 Leisnig–Döbeln: 2. Juni 1868 Döbeln–Nossen: 25. Oktober 1868 Nossen–Meißen: 22. Dezember 1868 | 1878 von Leipzig-Dresdner Eisenbahn                                                                             |
| BD    | Bodenbach–Dresden-Neustadt                             | 65,8   | Pirna–Dresden: 1. August 1848 Bodenbach–Pirna: 6. April 1851 | Bodenbach–Landesgrenze im Eigentum der Tschechoslowakei (vorm. k.k. Nördliche Staatsbahn), Pachtbetrieb         |
| BE    | Böhlen–Espenhain                                       | 6,8    | Böhlen–Espenhain: 1. Mai 1913 | – |
| BGh   | Berthelsdorf–Großhartmannsdorf                         | 12,1   | Berthelsdorf–Großhartmannsdorf: 13. Juli 1890 | – |
| BH    | Bautzen–Hoyerswerda                                    | 36,8   | Bautzen–Königswartha: 2. Dezember 1890 Königswartha–Landesgrenze: 1. Oktober 1908 | Landesgrenze–Hoyerswerda im Eigentum Preußens                                                                   |
| BKP   | Seidau–Seidau (Spreetalbahn)                           | 2,4    | Seidau–Seidau (Spreetalbahn): 9. Juni 1893 | nur Güterverkehr                                                                                                |
| BL    | Brand–Langenau                                         | 4,6    | Brand–Langenau: 13. Juli 1890 | – |
| BS    | Bautzen–Schandau                                       | 64,8   | Neustadt–Schandau: 1. Juli 1877 Bautzen–Neustadt: 1. September 1877 | – |
| BSg   | Buchholz–Schwarzenberg                                 | 24,2   | Buchholz–Schwarzenberg: 1. Dezember 1889 | – |
| BT    | Beucha–Trebsen                                         | 17,1   | Beucha–Seelingstadt: 10. Dezember 1898 Seelingstadt–Trebsen: 1. Oktober 1911 | – |
| CA    | Chemnitz–Adorf                                         | 115,0  | Aue–Schöneck: 7. September 1875 Gesamtstrecke: 15. November 1875 | 1877 von Chemnitz-Aue-Adorfer Eisenbahn                                                                         |
| CO    | Chemnitz–Obergrüna                                     | 11,7   | Küchwald–Obergrüna: 17. Dezember 1903 | nur Güterverkehr                                                                                                |
| CS    | Crimmitschau–Schweinsburg                              | 3,62   | Crimmitschau–Schweinsburg: 1. Juli 1908 | nur Güterverkehr                                                                                                |
| DE    | Dresden-Friedrichstadt–Elsterwerda                     | 64,1   | Dresden Berliner Bf–Elsterwerda (–Berlin): 1. Juni 1875 | 1888 von Berlin-Dresdener Eisenbahn                                                                             |
| DEAC  | Abzw Dresden Hbf–Abzw Dresden-Altstadt                 | 0,476  | Abzw Dresden Hbf–Abzw Dresden-Altstadt: 1. Dezember 1894 | Verbindungskurve, nur Güterverkehr                                                                              |
| DEC   | Naundorf b Dresden–Coswig                              | 2,03   | Naundorf b Dresden–Coswig: 1. Mai 1894 | Verbindungskurve                                                                                                |
| DEG   | Großenhain Berlin-Dresdner Bf–Großenhain Cottbusser Bf | 0,9    | Großenhain Berlin-Dresdner Bf–Großenhain Cottbusser Bf: 17. Juni 1875 | Verbindungskurve, nur Güterverkehr                                                                              |
| DEH   | Hafenbahn Dresden                                      | 4,531  | Dresden Friedrichstadt–Dresden König-Albert-Hafen: 1. August 1893 | – |
| DEK   | Abzw Az–Kötzschenbroda                                 | 2,878  | Abzw Az–Kötzschenbroda: 1. Mai 1894 | Verbindungskurve                                                                                                |
| DFA   | Dresden-Friedrichstadt–Abzw Sk                         | 1,046  | Dresden-Friedrichstadt–Abzw Sk: 1. Mai 1894 | Verbindungskurve                                                                                                |
| DFN   | Dresden-Friedrichstadt–Dresden Wettinerstraße          | 1,036  | Dresden-Friedrichstadt–Dresden Wettinerstraße: 1. Mai 1894 | Verbindungskurve                                                                                                |
| DW    | Dresden–Werdau                                         | 137,40 | Zwickau–Werdau: 6. September 1845 Dresden–Tharandt: 18. Juni 1855 Chemnitz–Zwickau: 15. November 1858 Tharandt–Freiberg: 11. August 1862 Flöha–Chemnitz: 1. Februar 1866 Freiberg–Chemnitz: 1869 | – |
| DWC   | Abzw Werdau, W 3–Abzw Werdau, W 12                     | 0,638  | Abzw Werdau, W 3–Abzw Werdau, W 12: 6. September 1845 | Verbindungskurve (Werdau Bogendreieck)                                                                          |
| DWCh  | Chemnitz-Hilbersdorf–Chemnitz Hbf                      | 3,098  | Chemnitz-Hilbersdorf–Chemnitz Hbf: 17. Dezember 1898 | Umfahrung Rangierbahnhof Chemnitz-Hilbersdorf                                                                   |
| DWIV  | Abzw DWIR-Linie–Abzw DWIL-Linie                        | 0,187  | Abzw DWIR-Linie–Abzw DWIL-Linie: 1904 | nur Güterverkehr                                                                                                |
| DWK   | Dresden Altstadt–Dresden-Altstadt Elbufer              | 4,300  | Dresden Altstadt–Kohlenbahnhof: 28. Juni 1855 Kohlenbahnhof–Elbufer: 2. April 1856 | nur Güterverkehr, 1868 von Albertsbahn AG                                                                       |
| DWP   | Dresden-Altstadt Elbufer–Dresden Packhof               | 0,777  | Elbufer–Packhof: 1. März 1859 | nur Güterverkehr, 1868 von Albertsbahn AG                                                                       |
| DWIR  | Potschappel–Hainsberg                                  | 3,3    | Potschappel–Hainsberg: 1904 | Verbindungsbahn, nur Güterverkehr, ab 1913 Dreischienengleis 750/1435 mm (PHV-Linie)                            |
| EEo   | Eibenstock unt Bf–Eibenstock ob Bf                     | –      | Eibenstock unt Bf–Eibenstock ob Bf: 3. Mai 1905 | – |
| EL    | Ebersbach–Löbau                                        | –      | Ebersbach–Löbau: 1. November 1873 | – |
| ELST  | Engelsdorf–Leipzig-Connewitz                           | –      | Engelsdorf–Leipzig-Connewitz: 1. Mai 1906 | nur Güterverkehr, Teil des Leipziger Güterrings; seit 12/2013 auch Personenverkehr                              |
| EP    | Engelsdorf–Paunsdorf-Stünz                             | –      | Engelsdorf–Paunsdorf-Stünz: 1. Mai 1906 | Verbindungskurve; nur Güterverkehr                                                                              |
| ESch  | Engelsdorf–Schönefeld Preuß Stb                        | –      | Engelsdorf–Schönefeld Preuß Stb: 1. Mai 1906 | nur Güterverkehr, Teil des Leipziger Güterrings                                                                 |
| FH    | Freiberg–Halsbrücke                                    | 7,6    | Freiberg–Halsbrücke: 13. Juli 1890 | – |
| FK    | Frohburg–Kohren                                        | 7,7    | Frohburg–Kohren: 26. April 1906 | – |
| FM    | Falkenstein–Muldenberg                                 | 10,27  | Falkenstein–Muldenberg: 15. November 1892 | – |
| GD    | Görlitz–Dresden-Neustadt                               | 102,6  | Radeberg–Dresden-Neustadt: 17. November 1845 Bischofswerda–Radeberg: 21. Dezember 1845 Bautzen–Bischofswerda: 23. Juni 1846 Löbau–Bautzen: 23. Dezember 1846 Reichenbach–Löbau: 1. Juli 1847 Görlitz–Reichenbach: 1. September 1847 | Görlitz–Landesgrenze im Eigentum Preußens, Pachtbetrieb                                                         |
| GDV   | Abzw Dresden-Neustadt, Stw 1/4–Dresden-Neustadt Gbf    | 0,532  | Dresden-Neustadt–Dresden-Neustadt Gbf: 1. Oktober 1901 | Verbindungskurve, nur Güterverkehr                                                                              |
| GGa   | Gößnitz–Gera (Reuß) Preuß Stb                          | 35,5   | Gößnitz–Gera (Reuß) Sächs Stb: 28. Dezember 1865 | 1878 von Gößnitz-Geraer Eisenbahn                                                                               |
| GL    | Großpostwitz–Obercunewalde                             | 7,6    | Großpostwitz–Obercunewalde: 1890 | – |
| GM    | Gaschwitz–Meuselwitz                                   | 27,8   | Gaschwitz–Meuselwitz: 27. September 1874 | 1876 von Leipzig-Meuselwitzer Eisenbahn                                                                         |
| GP    | Großenhain–Priestewitz                                 | 5,034  | Großenhain Cottbusser Bf–Priestewitz: 14. Oktober 1862 | 1878 von Leipzig-Dresdner Eisenbahn                                                                             |
| GW    | Glauchau–Wurzen                                        | 83,1   | Glauchau–Penig: 10. Mai 1875 Rochlitz–Großbothen: 9. Dezember 1875 Penig–Rochlitz: 29. Mai 1876 Großbothen–Wurzen: 30. Juni 1877 | 1878 von Muldenthal-Eisenbahn                                                                                   |
| GWz   | Gera (Reuß) Sächs Stb–Weischlitz                       | 61,05  | Wolfsgefährth–Greiz: 17. Juli 1875 Greiz–Plauen i. V. unt Bf: 8. September 1875 Plauen i. V. unt Bf–Weischlitz: 20. September 1875 Gera (Reuß) Sächs Stb–Wolfsgefährth: 1. Dezember 1892 | 1876 von Sächsisch-Thüringische Eisenbahn                                                                       |
| GWzC  | Abzw GWz-Linie–Abzw GGa-Linie                          | 0,78   | 1. Dezember 1892 | Verbindungskurve; nur Güterverkehr                                                                              |
| HOe   | Herlasgrün–Oelsnitz                                    | 47,08  | Herlasgrün–Oelsnitz (–Eger): 1. November 1865 | ehem. Teil der Voigtländischen Staatseisenbahn                                                                  |
| JS    | Johanngeorgenstadt–Schwarzenberg                       | 17,3   | Johanngeorgenstadt–Schwarzenberg: 20. September 1883 | – |
| KA    | Königswalde–Annaberg                                   | 5,9    | Königswalde ob Bf–Annaberg ob Bf: 1. August 1906 | nur Güterverkehr                                                                                                |
| KBi   | Kamenz–Bischofswerda                                   | 23,1   | Kamenz–Elstra: 19. Oktober 1890 Elstra–Bischofswerda: 14. Juni 1902 | – |
| KC    | Kieritzsch–Chemnitz                                    | 61,7   | Kieritzsch–Borna: 14. Januar 1867 Borna–Chemnitz: 8. April 1872 | – |
| KCCh  | Küchwald–Chemnitz-Hilbersdorf                          | 1,578  | Küchwald–Chemnitz-Hilbersdorf, Stw 5: 2. Juni 1902 | Verbindungskurve, nur Güterverkehr                                                                              |
| KK    | Kamenz–Kamenz Nord                                     | 3,1    | Kamenz–Kamenz Nord: 2. Januar 1919 | nur Güterverkehr                                                                                                |
| KP    | Kamenz–Pirna                                           | 25,5   | Kamenz–Arnsdorf: 1. Oktober 1871 Arnsdorf–Pirna: 15. Oktober 1875 | – |
| KPe   | Kieritzsch–Pegau Pr Stb                                | 15,12  | Kieritzsch–Pegau: 1. Oktober 1909 | – |
| KR    | Abzw Kleinwolmsdorf-Abzw KP-Linie                      | 0,909  | Abzw Kleinwolmsdorf-Abzw KP-Linie: 1. Oktober 1871 | ursprünglich Teilstück der Strecke Radeberg-Kamenz                                                              |
| KS    | Klotzsche–Schwepnitz                                   | 29,7   | Klotzsche–Königsbrück: 1. April 1897 Königsbrück–Schwepnitz1. Oktober 1899 | Umbau aus Schmalspurbahn Klotzsche–Königsbrück                                                                  |
| LC    | Leipzig–Connewitz                                      | 9,36   | Leipzig Hbf–Connewitz: 20. August 1878 | – |
| LCV   | Abzw Tabakmühle-Leipzig Bayerischer Bf                 | 0,701  | Abzw Tabakmühle-Leipzig Bayerischer Bf: 20. August 1878 | Verbindungskurve (Connewitz Bogendreieck), nur Güterverkehr                                                     |
| LD    | Leipzig–Dresden                                        | 116,0  | Leipzig Dresdner Bahnhof–Althen: 24. April 1837 Althen–Borsdorf–Gerichshain: 12. November 1837 Gerichshain–Machern: 11. Mai 1838 Weintraube–Dresden Leipziger Bahnhof: 19. Juli 1838 Machern–Wurzen: 31. Juli 1838 Wurzen–Dahlen: 16. September 1838 Oberau–Coswig–Weintraube: 16. September 1838 Dahlen–Oschatz: 3. November 1838 Oschatz–Riesa: 21. November 1838 Riesa–Oberau: 7. April 1839 | 1878 von Leipzig-Dresdner Eisenbahn                                                                             |
| LDV   | Abzw Dresden-Pieschen–Abzw Dresden-Neustadt, Stw 8/6   | 2,567  | Abzw Dresden-Pieschen–Abzw Dresden-Neustadt, Stw 8/6: 1. Mai 1902 | nur Güterverkehr                                                                                                |
| LDLC  | Abzw Püchauer Straße (C)–Abzw Püchauer Straße (D)      | 0,847  | Abzw Püchauer Straße (C)–Abzw Püchauer Straße (D): 29. September 1915 | – |
| LG    | Leipzig–Geithain                                       | 44,0   | Leipzig Hbf–Geithain: | – |
| LGA   | Engelsdorf Gbf–Abzw LG-Linie                           | 0,71   | Engelsdorf Gbf–Abzw LG-Linie: 5. August 1906 | nur Güterverkehr                                                                                                |
| LGE   | Engelsdorf Gbf–Abzw LG-Linie                           | 1,22   | Engelsdorf Gbf–Abzw LG-Linie: 1. Mai 1906 | nur Güterverkehr                                                                                                |
| LH    | Leipzig Bayerischer Bf–Hof                             | 164,61 | Leipzig Bayerischer Bf–Hof: 1841/1851 | – |
| LMG   | Lengenfeld–Göltzschtalbrücke                           | 12,10  | Weißensand–Göltzschtalbrücke: 16. November 1903 Lengenfeld–Weißensand: 17. Mai 1905 | – |
| LO    | Limbach–Oberfrohna                                     | 2,0    | Limbach (Sachs)–Oberfrohna: 8. April 1872 | – |
| LP    | Leipzig-Connewitz–Plagwitz                             | 6,4    | Leipzig-Connewitz–Plagwitz: 17. September 1888 | – |
| LPC   | Lottengrün–Plauen-Chrieschwitz                         | 12,7   | Lottengrün–Theuma: 15. Dezember 1903 Theuma–Großfriesen: 15. November 1917 | Strecke im Bau; 1923 durch Deutsche Reichsbahn fertiggestellt                                                   |
| LR    | Löbau–Radibor                                          | 40,0   | Löbau–Weißenberg: 1. August 1895 Weißenberg–Baruth: 10. November 1903 Baruth–Radibor: 1. Mai 1906 | – |
| LW    | Limbach–Wittgensdorf                                   | 6,9    | Limbach–Wittgensdorf: 8. April 1872 | – |
| LWd   | Limbach–Wüstenbrand                                    | 12,3   | Limbach–Wüstenbrand: 30. November 1897 | – |
| LX    | Plagwitz-Lindenau–Lindenau Ldst.                       | 4,59   | Plagwitz-Lindenau–Lindenau Ldst: 1. April 1906 | nur Güterverkehr                                                                                                |
| MSp   | Meuselwitz–Spora                                       | 2,15   | Meuselwitz–Spora Ldst: 5. Oktober 1880 | nur Güterverkehr                                                                                                |
| MR    | Meuselwitz–Ronneburg                                   | 27,4   | Meuselwitz–Ronneburg: 17. Oktober 1887 | – |
| MWE   | Mittelherwigsdorf–Warnsdorf–Eibau                      | 23,8   | Mittelherwigsdorf–Großschönau: 2. Januar 1868 Großschönau–Warnsdorf: 15. August 1871 Seifhennersdorf–Eibau: 1. November 1874 Warnsdorf–Seifhennersdorf: 6. September 1876 | Landesgrenze–Warnsdorf im Eigentum der ČSD (vorm. Böhmische Nordbahn)                                           |
| NG    | Neumark–Greiz                                          | 14,2   | Brunn–Greiz Aubachtal: 23. Oktober 1865 Greiz Aubachtal–Greiz: 15. Oktober 1879 Neumark–Brunn: 19. Mai 1886 | 1876 von Greiz-Brunner Eisenbahn                                                                                |
| NM    | Nossen–Moldau                                          | 63,5   | Nossen–Freiberg: 15. Juli 1873 Freiberg–Mulda: 2. November 1875 Mulda–Bienenmühle: 15. August 1876 Bienenmühle–Moldau: 6. Dezember 1884 | 1878 von Leipzig-Dresdner Eisenbahn                                                                             |
| NnB   | Niederneukirch–Bischofswerda                           | 9,5    | Niederneukirch–Bischofswerda: 15. August 1879 | – |
| NW    | Neuoelsnitz–Wüstenbrand                                | 13,4   | Lugau–Wüstenbrand: 15. November 1858 Neuoelsnitz–Lugau: 15. Mai 1879 | – |
| NWg   | Neustadt–Dürrröhrsdorf                                 | 16,1   | Neustadt–Dürröhrsdorf: 1. Juli 1877 Dürrröhrsdorf–Weißig-Bühlau: 27. Juni 1908 | – |
| OeK   | Oelsnitz–Oelsnitz Kaisergrube                          | 2,16   | Oelsnitz–Oelsnitz Kaisergrube: 15. Mai 1879 | Kohlenbahn, nur Güterverkehr                                                                                    |
| OW    | Oberoderwitz–Wilthen                                   | 33,8   | (Seifhennersdorf–) Eibau–Ebersbach: 1. November 1874 Ebersbach–Sohland: 1. Mai 1875 Sohland–Wilthen: September 1877 Oberoderwitz–Eibau: 15. Oktober 1879 | – |
| PE    | Plauen (Vogtl) ob Bf–Eger                              | 74,10  | Oelsnitz–Eger: 1. November 1865 Plauen–Oelsnitz: 1. November 1874 | Abschnitt Oelsnitz–Eger ehem. Teil der Voigtländischen Staatseisenbahn                                          |
| PG    | Plagwitz–Gaschwitz                                     | 10,1   | Plagwitz–Gaschwitz: 1879 | nur Güterverkehr                                                                                                |
| PGc   | Pirna–Großcotta                                        | 8,9    | Pirna Süd–Lohmgrund: 21. März 1894 | – |
| PGl   | Pirna–Gottleuba                                        | 17,7   | Pirna–Berggießhübel: 19. Juli 1880 Berggießhübel–Gottleuba: 30. Juni 1905 | – |
| PH    | Pirna–Herrenleite                                      | 4,8    | Abzw Copitz–Herrenleite: 20. März 1907 | nur Güterverkehr                                                                                                |
| PN    | Pockau–Neuhausen                                       | 22,9   | Pockau–Olbernhau: Olbernhau–Neuhausen: | – |
| PNoA  | Potschappel–Albertschacht                              | 3,2    | Potschappel–Albertschacht: 1. Dezember 1856 | 1868 von Albertsbahn AG, nur Güterverkehr                                                                       |
| PP    | Potschappel–Possendorf                                 | 13,3   | Niedergittersee–Hänichen-Goldene Höhe: 1. April 1857 Hänichen-Goldene Höhe–Possendorf: 30. September 1908 | 1868 von Albertsbahn AG übernommen                                                                              |
| RC    | Riesa–Chemnitz                                         | 66,3   | Riesa–Döbeln: 29. August 1847 Döbeln–Limmritz: 22. September 1847 Limmritz–Chemnitz: 1. September 1852 | 1848 von Chemnitz-Riesaer Eisenbahn übernommen                                                                  |
| RCC   | Abzw Riesa, Stw W 5-Abzw Riesa, Stw W 4                | 0,678  | Abzw Riesa, Stw W 5-Abzw Riesa, Stw W 4: 3. November 1879 | nur Güterverkehr                                                                                                |
| RCCh  | Chemnitz-Furth–Chemnitz-Hilbersdorf                    | 2,472  | Abzw Chemnitz-Furth–Chemnitz-Hilbersdorf: 2. Juni 1902 | Verbindungskurve, nur Güterverkehr                                                                              |
| RF    | Reitzenhain–Flöha                                      | 56,8   | Reitzenhain–Flöha: 24. Mai 1875 Landesgrenze–Reitzenhain: 23. August 1875 | Landesgrenze–Reitzenhain durch Buschtěhrader Eisenbahn (BEB) betrieben                                          |
| RKE   | Riesaer Elbkai- und Hafenbahn                          | 1,33   | Riesa Gbf–Riesa Ufer: 1. April 1880 Riesa Ufer–Riesa Hafen: 3. September 1888 Riesa Gbf–Riesa Hafen: 1. Juli 1901 | nur Güterverkehr; ursprüngliche Trasse Riesa Gbf–Riesa Ufer 1887 durch RKV-Linie ersetzt, siehe dort            |
| RKV   | Riesaer Elbkaiverbindungsbahn                          | 1,63   | Riesa Gbf–Riesa Ufer: 1. Juni 1887 | Neutrassierung der RKE-Linie (Riesaer Elbkai- und Hafenbahn), nur Güterverkehr                                  |
| RMG   | Reichenbach–Mylau–Göltzschtalbrücke                    | 9,03   | Reichenbach ob Bf–Göltzschtalbrücke: 1. Mai 1895 | – |
| RN    | Riesa–Nossen                                           | 33,7   | Riesa–Lommatzsch: 5. April 1877 Lommatzsch–Nossen: 15. Oktober 1880 | – |
| RP    | Rochlitz–Penig                                         | 21,4   | Rochlitz–Penig: 8. April 1872 | – |
| RRV   | Röderau–Abzw Röderau Bogendreieck                      | 1,10   | Röderau-Abzw Röderau Bogendreieck: 1. Oktober 1848 | – |
| RW    | Roßwein-Niederwiesa                                    | 37,5   | Roßwein-Hainichen: 1. März 1869 Hainichen-Niederwiesa: 15. August 1874 | – |
| RZ    | Reichenberg–Zittau                                     | 26,6   | Reichenberg–Zittau: 1. Dezember 1859 | 1905 von Zittau-Reichenberger Eisenbahn                                                                         |
| SE    | Siebenbrunn–Erlbach                                    | 4,7    | Siebenbrunn–Markneukirchen: 20. September 1909 Markneukirchen–Erlbach: 1. Oktober 1911 | – |
| SG    | Schönbörnchen–Gößnitz                                  | 12,7   | Schönbörnchen–Gößnitz: 15. November 1858 | – |
| SH    | Schönberg–Hirschberg                                   | 19,94  | Schönberg–Hirschberg: 1. Juli 1892 | – |
| SN    | Schneeberg–Niederschlema                               | 5,8    | Schneeberg–Niederschlema: 19. September 1859 | – |
| SSz   | Schönberg–Schleiz                                      | 14,90  | Schönberg–Schleiz: 20. Juni 1886 | – |
| StE   | Stollberg–Sankt Egidien                                | 20,4   | Stollberg–Sankt Egidien: 15. Mai 1879 | – |
| SZ    | Schwarzenberg–Zwickau                                  | 38,5   | Schwarzenberg–Zwickau: 15. Mai 1858 | – |
| SZK   | Abzw SZ-Linie–Zwickau Gbf                              | 0,475  | Abzw SZ-Linie–Zwickau Gbf: 1. November 1854 | Verbindungskurve, nur Güterverkehr                                                                              |
| TZ    | Technitz–Abzw Zangenberg                               | 3,56   | Technitz–Abzw Zangenberg: 1. Dezember 1913 | Verbindungskurve, nur Güterverkehr                                                                              |
| WA    | Weipert–Annaberg                                       | 19,0   | Weipert–Annaberg unt Bf: 3. August 1872 | Weipert–Landesgrenze im Eigentum der Buschtěhrader Eisenbahn (BEB)                                              |
| WbC   | Wechselburg–Chemnitz                                   | 23,4   | Wechselburg–Küchwald: 1. Juli 1902 | – |
| WbCF  | Glösa–Chemnitz-Furth                                   | 1,3    | Glösa–Furth b Chemnitz Ldst: 1. Juli 1902 | nur Güterverkehr                                                                                                |
| WC    | Walthersdorf–Crottendorf                               | 5,4    | Walthersdorf–Crottendorf ob Bf: 1. Dezember 1889 | – |
| WK    | Waldheim–Kriebethal                                    | 3,020  | Waldheim–Kriebethal: 10. Dezember 1896 | – |
| WM    | Werdau–Mehltheuer                                      | 69,58  | Werdau–Weida: 29. August 1876 Weida Altstadt–Mehltheuer: 15. November 1883 Weida–Weida Altstadt: 1884 | – |
| WMC   | Werdau–Werdau West                                     | 1,92   | Werdau–Werdau West: 25. Oktober 1900 | Streckenverlegung der Bahnstrecke Werdau–Mehltheuer                                                             |
| WP    | Wiesenbad–Plattenthal                                  | 2,4    | Abzw Plattenthal–Ldst Plattenthal: 1. Mai 1914 | nur Güterverkehr                                                                                                |
| WR    | Waldheim–Rochlitz                                      | 20,6   | Waldheim–Rochlitz: 7. Dezember 1893 | – |
| ZA    | Zeitz–Altenburg                                        | 31,78  | Zeitz–Altenburg: 19. Juni 1872 | 1896 von Altenburg-Zeitzer Eisenbahn                                                                            |
| ZC    | Zwönitz–Chemnitz                                       | 37,0   | Zwönitz–Stollberg: 15. Juli 1889 Stollberg–Chemnitz Süd: 1. Oktober 1895 | – |
| ZCC   | Abzw StE-Linie-Abzw ZC-Linie                           | 0,484  | Abzw StE-Linie-Abzw ZC-Linie: 1. Oktober 1895 | Verbindungskurve (Stollberg Bogendreieck), nur Güterverkehr                                                     |
| ZCM   | Zwickau–Crossen–Mosel                                  | 7,996  | Zwickau Hbf–Mosel: 8. Juli 1893 | nur Güterverkehr                                                                                                |
| ZE    | Zeithain–Elsterwerda                                   | 20,4   | Abzw Zeithain Bogendreieck–Elsterwerda: 15. Oktober 1875 | – |
| ZF    | Zwickau–Falkenstein                                    | 35,10  | Zwickau–Falkenstein: 29. November 1875 | 1876 von Zwickau-Lengenfeld-Falkensteiner Eisenbahn                                                             |
| ZK    | Zwotental–Klingenthal                                  | 8,5    | Zwotental–Klingenthal: 24. Dezember 1875 Klingenthal–Landesgrenze: 1. Oktober 1886 | 1878 von Chemnitz-Aue-Adorfer Eisenbahn; Klingenthal–Landesgrenze durch Buschtěhrader Eisenbahn (BEB) betrieben |
| ZL    | Zittau–Löbau                                           | 33,8   | Zittau–Löbau: 10. Juni 1848 | 1871 von Löbau-Zittauer Eisenbahn                                                                               |
| ZN    | Zittau–Nikrisch                                        | 23,8   | Zittau–Nikrisch: 15. Oktober 1875 | 1896 von Preußischer Staatsbahn                                                                                 |
| ZNp   | Zwickau–Niederplanitz                                  | 0,93   | Abzw Planitz–Planitz: 15. Oktober 1910 | nur Güterverkehr                                                                                                |
| ZS    | Zwönitz–Scheibenberg                                   | 26,0   | Zwönitz–Scheibenberg: 1. Mai 1900 | – |
| ZZo   | Zeulenroda unt Bf – Zeulenroda ob Bf                   | 3,66   | Zeulenroda unt Bf – Zeulenroda ob Bf: 1. September 1914 | – |

## Schmalspurbahnen

### Spurweite 750 mm
| Linie | von–nach                               | km   | Eröffnungsdaten | Anmerkungen                                                       |
| ----- | -------------------------------------- | ---- | --- | ----------------------------------------------------------------- |
| BJ    | Bertsdorf–Jonsdorf                     | 3,8  | Bertsdorf-Jonsdorf: 25. November 1890 | 1906 von Zittau-Oybin-Jonsdorfer Eisenbahn-Gesellschaft           |
| CW    | Cranzahl–Oberwiesenthal                | 17,3 | Cranzahl–Oberwiesenthal: 20. Juli 1897 | –                                                                 |
| GR    | Grünstädtel–Oberrittersgrün            | 9,3  | Grünstädtel–Oberrittersgrün: 1. Juli 1889 | –                                                                 |
| HB    | Herrnhut–Bernstadt                     | 10,1 | Herrnhut–Bernstadt: 1. Dezember 1893 | –                                                                 |
| HG    | Hetzdorf–Eppendorf                     | 13,5 | Hetzdorf–Eppendorf: 1. Dezember 1893 | –                                                                 |
| HK    | Hainsberg–Kipsdorf                     | 26,3 | Hainsberg–Schmiedeberg: 1. November 1882 Schmiedeberg–Kipsdorf: 3. September 1883                                                                                      | –                                                                 |
| KF    | Klingenberg-Colmnitz–Frauenstein       | 19,7 | Klingenberg-Colmnitz–Frauenstein: 15. September 1898 | –                                                                 |
| KH    | Kohlmühle–Hohnstein                    | 12,1 | Kohlmühle–Hohnstein: 1. Mai 1897 | –                                                                 |
| KO    | Klingenberg-Colmnitz–Oberdittmannsdorf | 18,4 | Klingenberg-Colmnitz–Naundorf: 1. Januar 1921 Naundorf–Oberschöna: 1. November 1922 Oberschöna–Oberdittmannsdorf: 1. November 1923                                     | –                                                                 |
| MG    | Mügeln–Geising-Altenberg               | 36,0 | Mügeln–Geising-Altenberg: 18. November 1890 | –                                                                 |
| MN    | Mügeln–Nerchau-Trebsen                 | 23,9 | Mügeln–Nerchau-Trebsen: 1. November 1888 | –                                                                 |
| MO    | Mosel–Ortmannsdorf                     | 13,9 | Mosel–Ortmannsdorf: 1. November 1885 | –                                                                 |
| MS    | Mulda–Sayda                            | 15,4 | Mulda–Sayda: 1. Juli 1897 | –                                                                 |
| NK    | Nebitzschen–Kroptewitz                 | 6,3  | Nebitzschen–Kroptewitz: 3. August 1903 | nur Güterverkehr                                                  |
| OD    | Oschatz–Döbeln                         | 30,9 | Mügeln–Großbauchlitz: 15. September 1884 Großbauchlitz–Döbeln: 1. November 1884 Oschatz–Mügeln: 7. Januar 1885                                                         | –                                                                 |
| OS    | Oschatz–Strehla                        | 11,9 | Oschatz–Strehla Ufer: 31. Dezember 1891 | –                                                                 |
| PHV   | Potschappel–Trennung DWIR-Linie        | 2,3  | Potschappel–Hainsberg: 10. September 1913 | Verbindungsbahn, nur Güterverkehr (Dreischienengleis 750/1435 mm) |
| PNo   | Potschappel–Nossen                     | 38,8 | Potschappel–Wilsdruff: 1. Oktober 1886 Wilsdruff–Nossen: 1. Februar 1899                                                                                               | –                                                                 |
| RRg   | Radebeul–Radeburg                      | 16,4 | Radebeul–Radeburg: 16. September 1884 | –                                                                 |
| SM    | Schönfeld-Wiesa–Meinersdorf            | 29,7 | Schönfeld-Wiesa–Geyer: 1. Dezember 1888 Geyer–Thum: 1. Mai 1906 Thum–Meinersdorf: 1. Oktober 1911                                                                      | –                                                                 |
| TD    | Taubenheim–Dürrhennersdorf             | 12,0 | Taubenheim–Dürrhennersdorf: 1. November 1892 | –                                                                 |
| VPHV  | Trennung DWIR-Linie–Hainsberg          | 0,6  | Potschappel–Hainsberg: 10. September 1913 | Verbindungsbahn, nur Güterverkehr                                 |
| WCd   | Wilkau–Carlsfeld                       | 41,9 | Wilkau–Kirchberg: 17. Oktober 1881 Kirchberg–Saupersdorf: 1. November 1882 Saupersdorf–Wilzschhaus: 16. Dezember 1893 Wilzschhaus–Carlsfeld: 22. Juni 1897             | –                                                                 |
| WG    | Wilsdruff–Gärtitz                      | 51,8 | Wilsdruff–Meißen-Triebischthal: 1. Oktober 1909 Garsebach–Löthain: 1. Oktober 1909 Löthain–Lommatzsch: 1. Dezember 1909 Mertitz Gabelstelle–Gärtitz: 27. November 1911 | –                                                                 |
| WJ    | Wolkenstein–Jöhstadt                   | 24,3 | Wolkenstein–Jöhstadt: 1. Juni 1892 Jöhstadt–Jöhstadt Ldst: 5. Mai 1893                                                                                                 | Jöhstadt–Jöhstadt Ldst nur Güterverkehr                           |
| WT    | Wilischthal–Thum                       | 29,7 | Wilischthal–Oberherold (–Ehrenfriedersdorf): 15. Dezember 1886 Oberherold–Thum: 15. Dezember 1886                                                                      | Oberherold–Ehrenfriedersdorf 1906 aufgelassen                     |
| ZH    | Zittau–Hermsdorf                       | 15,7 | Zittau–Markersdorf: 11. November 1884 Markersdorf–Hermsdorf: 25. August 1900                                                                                           | –                                                                 |
| ZO    | Zittau–Oybin                           | 12,2 | Abzw Neißebrücke–Oybin: 25. November 1890 | 1906 von Zittau-Oybin-Jonsdorfer Eisenbahn-Gesellschaft           |

### Spurweite 1000 mm
| Linie | von–nach                                 | km  | Eröffnungsdaten                                            | Anmerkungen                                                   |
| ----- | ---------------------------------------- | --- | ---------------------------------------------------------- | ------------------------------------------------------------- |
| RH    | Reichenbach–Oberheinsdorf                | 5,4 | Reichenbach–Oberheinsdorf: 15. Dezember 1902               | –                                                             |
| KUG   | Klingenthal–Untersachsenberg-Georgenthal | 4,1 | Klingenthal–Untersachsenberg-Georgenthal: 18. Oktober 1916 | elektrifiziert mit 650 V =                                    |
| KUGG  | Klingenthal Gbf–Weiche 104               | –   | Klingenthal Gbf–Weiche 104: 18. Oktober 1916               | Verbindungsbahn, nur Güterverkehr, elektrifiziert mit 650 V = |

## Private Industriebahnen im Staatsbetrieb
| Linie | Name                            | km   | Eigentümer                                  | Eröffnungsdaten    | Anmerkungen      |
| ----- | ------------------------------- | ---- | ------------------------------------------- | ------------------ | ---------------- |
| MD    | Mittweida–Dreiwerden            | 5,9  | Sächsische Industriebahnen-Gesellschaft     | 12. Oktober 1906   | nur Güterverkehr |
| MRl   | Mittweida Industriebf–Ringethal | 4,5  | Sächsische Industriebahnen-Gesellschaft     | 25. Januar 1909    | nur Güterverkehr |
| RI    | Reinsdorfer Industriebahn       | 16,6 | Oberhohndorf-Reinsdorfer Kohleneisenbahn    | 25. September 1859 | nur Güterverkehr |
| ZB    | Brückenbergschachtbahn          | 3,5  | Zwickauer Brückenberg-Steinkohlenbau-Verein | September 1872     | nur Güterverkehr |